# Список дипломатических миссий Кирибати

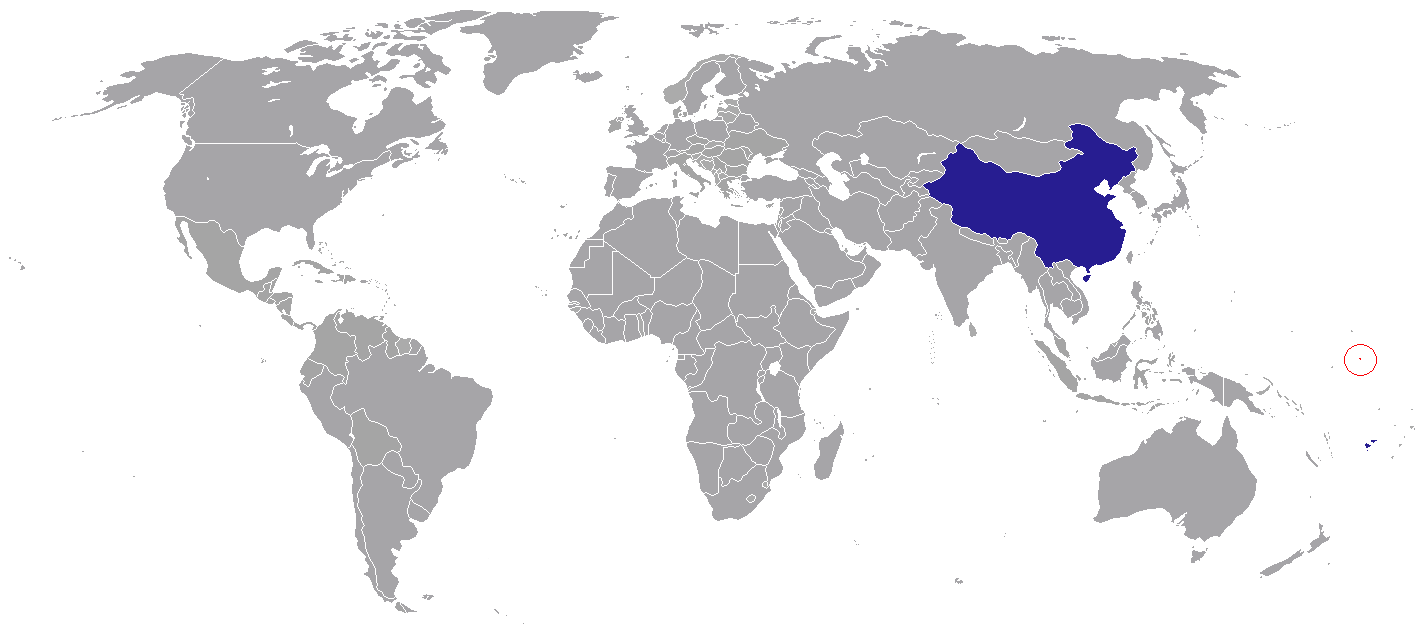
Дипломатические миссии Кирибати

Это список дипломатических миссий Кирибати. Первое своё дипломатическое представительство за рубежом тихоокеанское островное государство Кирибати открыло в 2002 году на Фиджи. Этот выбор повлиял на большое количество работающих и обучающихся жителей Кирибати в Фиджи, а также на известность Сувы как регионального центра тихоокеанской дипломатии. 
В Сиднее, Окленде, Гонолулу, Сеуле, Гамбурге и Лондоне находятся почётные консульства Кирибати. Кроме этого, Кирибати имеет своих почётных консулов в Токио, Сиднее, Окленде, Сеуле, Гонолулу, Гамбурге и Лондоне. В государствах-членах Содружества наций посольства Кирибати возглавляет «высший комиссар» в ранге посла. Несмотря на то, что Кирибати является членом Организации Объединённых Наций (ООН), представительства в Нью-Йорке при этой международной организации оно не имеет.
В 2013 году Кирибати открыло посольство в Тайбэе и постоянное представительство при ООН в Нью-Йорке. Однако в 2019 году президент Кирибати Танети Маамау решил признать Китайскую Народную Республику и в результате отозвал признание Китайской Республики (Тайвань). Таким образом было закрыто посольство Кирибати в Тайбэе и посольство Тайбэя в Кирибати.

## Азия
- Китай, Пекин (Посольство)

## Океания
- Фиджи, Сува (Высший комиссариат)

## Многосторонние организации
- ООН, Нью-Йорк (Постоянное представительство)